# Kouros de New York
Le Kouros de New York est un des premiers exemples de statuaire grandeur nature en Grèce antique. La statue en marbre d'un jeune grec, kouros, a été sculptée en Attique, a une pose égyptienne, et est par ailleurs séparée du bloc de pierre. Elle tient son nom de son emplacement actuel, au Metropolitan Museum of Art à New York,,. Le Metropolitan Museum a précisé que la statue marquait la tombe d'un jeune aristocrate athénien.

## Style
La statue est similaire à celle (presque contemporaine) de Mentuemhet , et représente un exemple de style statuaire dédalique. La statue est stylisée et non figurative. Elle est très géométrique, et le corps est idéalisé et abstrait, en particulier dans les muscles et les zones des articulations. Les yeux et le visage ne sont pas réalistes. Le motif est celui d'une figure masculine avec ses bras tendus sur les côtés, debout et tourné vers l'avant. Le kouros est raide, rigide et linéaire ; il y a peu de mouvement représenté et les spécificités de la figure ne sont pas abordées dans le contour général du corps du sujet. Cependant, le pied gauche est placé devant le pied droit, signalant potentiellement au spectateur que le kouros marche.

## Influences
Le département d'art grec et romain du Metropolitan Museum of Art a déclaré dans L'art grec à l'époque Archaïque qu'à travers les proportions de la statue, ainsi que sa pose, ce kouros particulier est très influencé par l'Égypte. En fait, comme beaucoup d'autres kouroi, la pose et la position elle-même ont été directement empruntées à l'art égyptien, expliquant probablement sa similitude avec des statues telles que la statue de Mentuemhet  et l'iconographie derrière la position et la posture similaires. Ce kouros a servi de pierre tombale à un jeune aristocrate athénien et a été réalisé par une personne de la culture attique. Cela est démontré parce que dans la culture athénienne, les monuments funéraires étaient particulièrement populaires pour marquer les tombes des personnes décédées jeunes (mais pas nécessairement pour les représenter). À ces égards, ce kouros est très typique des kouroi grecs de l'époque.